# Hansenia debilis
Hansenia debilis är en insektsart som först beskrevs av Leopold Melichar 1902. 
Hansenia debilis ingår i släktet Hansenia och familjen Flatidae. Inga underarter finns listade i Catalogue of Life.